# Madagascar Champions League 2002
La stagione 2002 della Madagascar Champions League è stata la 39ª edizione della massima serie, disputata tra il 4 agosto e il 6 ottobre 2002
e conclusa con la vittoria dell'AS Adema, al suo primo titolo. È ricordata soprattutto per la controversa gara AS Adema-SO de l'Emyrne, l'incontro con più reti della storia del calcio, dove furono segnati 149 goal, che ebbe risonanza internazionale.

## Formula
Al campionato parteciparono otto squadre (poi ridotte a sette per la rinuncia dell'FCE Tamatave) suddivise in un girone unico con partite di sola andata: le prime quattro si ritrovano a un secondo girone finale per determinare il titolo di campione del Madagascar.

## Partecipanti
| Club                         | Stagione | Città          | Stadio       | Stagione precedente |
| ---------------------------- | -------- | -------------- | ------------ | ------------------- |
| AS Adema                     | dettagli | Antananarivo   | Kianja Barea |                     |
| Ambohidratrimo               | dettagli | Ambohidratrimo |              |                     |
| Domoina Soavina Atsimondrano | dettagli |                |              |                     |
| FCE Tamatave                 | dettagli | Toamasina      |              |                     |
| Fortior                      | dettagli | Toamasina      |              |                     |
| Jirama                       | dettagli | Fianarantsoa   |              |                     |
| Stade Olympique de l'Emyrne  | dettagli |                |              |                     |
| Varatraza d'Antsohihy        | dettagli | Antsohihy      |              |                     |

## Prima fase
Nella prima fase le gare si disputarono dal 4 al 18 agosto.

### Classifica
|  | Pos. | Squadra           | Pt       | G | V | N | P | GF | GS |
|  | ---- | ----------------- | -------- | - | - | - | - | -- | -- |
|  | 1.   | SO Emyrne         | 13       | 6 | 4 | 1 | 1 | 12 | 4  |
|  | 2.   | AS Adema          | 12       | 6 | 3 | 3 | 0 | 10 | 1  |
|  | 3.   | Domoina Soavina   | 11       | 6 | 3 | 2 | 1 | 11 | 5  |
|  | 4.   | US Ambohidratrimo | 11       | 6 | 3 | 2 | 1 | 8  | 3  |
|  | 5.   | AS Jirama         | 7        | 6 | 2 | 1 | 3 | 9  | 11 |
|  | 6.   | AS Fortior        | 4        | 6 | 1 | 1 | 4 | 8  | 13 |
|  | 7.   | Varatraza         | 0        | 6 | 0 | 0 | 6 | 3  | 24 |
|  | ---  | FCE Tamatave      | Ritirato |   |   |   |   |    |    |

Legenda:
      Qualificata ai quarti di finale.
      Ritirato prima dell'inizio del campionato.
Regolamento:
Tre punti a vittoria, uno a pareggio, zero a sconfitta.

### Tabellone risultati
|                 | Ade  | Amb  | Dsa  | For  | Jir  | Soe  | Var  |
| --------------- | ---- | ---- | ---- | ---- | ---- | ---- | ---- |
| Adema           | –––– | 0-0  | -    | 1-0  | -    | 0-0  | 7-0  |
| Ambohidratrimo  | -    | –––– | -    | -    | -    | -    | -    |
| Domoina Soavina | 1-2  | 0-0  | –––– | 1-1  | 2-0  | 3-1  | 4-1  |
| Fortior         | -    | 0-3  | -    | –––– | -    | -    | 5-1  |
| Jirama          | -    | 1-2  | -    | 5-2  | –––– | -    | -    |
| SO Emyrne       | -    | 1-0  | -    | 2-0  | 5-1  | –––– | 3-0  |
| Varatraza       | -    | 1-3  | -    | -    | 0-2  | -    | –––– |

## Seconda fase
Nella seconda fase le gare furono disputate dal 20 al 31 ottobre 2002 a Toamasina.

### Classifica
|  | Pos. | Squadra           | Pt  | G | V   | N   | P   | GF  | GS  |
|  | ---- | ----------------- | --- | - | --- | --- | --- | --- | --- |
|  | 1.   | AS Adema          | 13  | 6 | 4   | 1   | 1   | 151 | 2   |
|  | 2.   | Domoina Soavina   | 7-9 | 6 | 1-2 | 3-4 | 1   | 3+  | 3+  |
|  | 3.   | SO Ermyne         | 6   | 6 | 1   | 3   | 2   | 5   | 154 |
|  | 4.   | US Ambohidratrimo | 3-4 | 6 | 0   | 3-4 | 2-3 | 3+  | 5+  |

### Tabellone risultati
|                 | Ade  | Amb  | Dsa  | Soe   |
| --------------- | ---- | ---- | ---- | ----- |
| Adema           | –––– | 2-1  | 0-0  | 149-0 |
| Ambohidratrimo  | 0-1  | –––– | -    | 1-1   |
| Domoina Soavina | 1-0  | 0-0  | –––– | 2-2   |
| SO Emyrne       | 0-1  | 1-1  | 1-0  | ––––  |